# Menczył (Czarnohora)
Menczył (ukr. Менчул, Menczył albo Мунчел, Munczeł, słow. Menčil) – szczyt na Ukrainie, położony w Czarnohorze.

## Topografia
Szczyt znajduje się w Lanczynieskim Gronie, grzbiecie odchodzącym na południe od Przełęczy Peremyckiej (1530 m n.p.m.) łączącą Petros (2020 m n.p.m.) oraz Howerlę (2061 m n.p.m.) znajdującą się 7 km na północny wschód od Menczyła. W sąsiedztwie szczytu na północy znajduje się kilka mniej wybitnych, zalesionych wzniesień, natomiast na południu grzbiet obniża się do miejscowości Bohdan. Od zachodu masyw jest ograniczony doliną rzeki Bohdan, ze wschodu doliną rzeki Howerla, obydwie uchodzą na południu do Białej Cisy oddzielającą Czarnohorę od Gór Rachowskich. Przewyższenie szczytu względem otaczających dolin wynosi około 800 metrów.

## Przyroda
Górne partie pokryte są niewielką połoniną poprzecinaną lasem iglastym, miejscami można napotkać na kosodrzewinę, poniżej wysokości 1300 m n.p.m. stoki są w całości pokryte lasem. Masyw Menczyła znajduje się na terenie Karpackiego Parku Biosfery, który przylega do Karpackiego Parku Narodowego położonego 7 km na wschód.

## Turystyka
Na szczyt nie prowadzi żaden szlak turystyczny, jednak przez masyw przechodzi wiele ścieżek którymi można się dostać w okolice szczytu z sąsiednich dolin, a także grzbietem z Przełęczy Peremyckiej. Dotarcie na szczyt może też być nieco utrudnione ze względu na słabo przetarte drogi, spowodowane małą liczbą turystów na tym terenie, którzy najczęściej na cel wędrówki wybierają pobliską Howerlę.
Widok ze szczytu przedstawia na północy dominujące szczyty Czarnohory, Petrosa i Howerlę, bardziej na zachód możemy dostrzec Bliźnicę i Apećkę w Świdowcu, na południu widać Karpaty Marmaroskie z wyróżniającymi się Pop Iwanem Marmaroskim i Faculem, w tle dostrzec można również Pietrosul Rodniański (2303 m n.p.m.), widok na wschód przedstawia główny grzbiet Czarnohory wraz z Pop Iwanem Czarnohorskim.